# Eurozone

Mitglieder der Eurozone im engeren Sinn (Euro-20)
Mitglieder des WKM II
Nicht-EU-Mitglieder mit freiem Wechselkurs zum Euro
Nicht-EU-Mitglieder, die den Euro verwenden
Nicht-EU-Mitglied mit festem Wechselkurs zum Euro
EU-Mitglieder mit freiem Wechselkurs zum Euro

Als Eurozone (amtlich auch Euro-Währungsgebiet oder Euroraum) wird die Gruppe der EU-Staaten bezeichnet, die den Euro als offizielle Währung besitzen. Die Eurozone besteht aus 20 EU-Staaten und wird deswegen als Euro-20 bezeichnet. Zuletzt übernahm Kroatien am 1. Januar 2023 den Euro als offizielle Währung.
Die 20 Staaten der Eurozone sind:
- Belgien
- Deutschland
- Estland
- Finnland
- Frankreich
- Griechenland
- Irland
- Italien
- Kroatien
- Lettland
- Litauen
- Luxemburg
- Malta
- Niederlande
- Österreich
- Portugal
- Slowakei
- Slowenien
- Spanien
- Republik Zypern

Geplanter Beitritt zum 1. Januar 2026: Bulgarien
Polen, Rumänien, Schweden, Tschechien und Ungarn sind verpflichtet, den Euro einzuführen, sobald sie die vereinbarten Konvergenzkriterien erreichen. Dänemark kann hingegen den Euro einführen, muss es jedoch nicht, das heißt, es hat de jure eine Ausstiegsoption.
Für die Geldpolitik der Eurozone ist die Europäische Zentralbank zuständig und verantwortlich. Zusammen mit den nationalen Zentralbanken der Staaten der Eurozone bildet sie das Eurosystem. Im Rahmen der Euro-Gruppe stimmen die Staaten der Eurozone ihre Steuer- und Wirtschaftspolitik untereinander ab, allerdings ohne formale Entscheidungsbefugnis.

## Begriffsverwendung und Abgrenzung zur Europäischen Wirtschafts- und Währungsunion
In den Gründungsverträgen der Europäischen Union kommt der Begriff Eurozone selbst nicht vor; ihre Mitglieder werden nur als „Mitgliedstaaten, deren Währung der Euro ist“ (Art. 136ff. AEU-Vertrag) bezeichnet. Auch das Amt für Veröffentlichungen der Europäischen Union gebraucht den Begriff nicht, sondern nutzt stattdessen Euro-Währungsgebiet oder Euroraum, um „die am Euro teilnehmenden Länder als Ganzes“ zu bezeichnen. Im allgemeinen Sprachgebrauch hat sich im Deutschen jedoch die Bezeichnung Eurozone etabliert.

Synonym dazu wird bisweilen der Ausdruck Europäische Wirtschafts- und Währungsunion (EWWU) verwendet. Allerdings kennzeichnet dieser Ausdruck einen Politikbereich der EU allgemein. Mitglieder der EWWU sind formal alle EU-Mitgliedstaaten, wobei diejenigen Länder, die den Euro nicht eingeführt haben, im Vertragstext als „Mitgliedstaaten, für die eine Ausnahmeregelung gilt“ (Art. 139ff. AEU-Vertrag) bezeichnet werden.

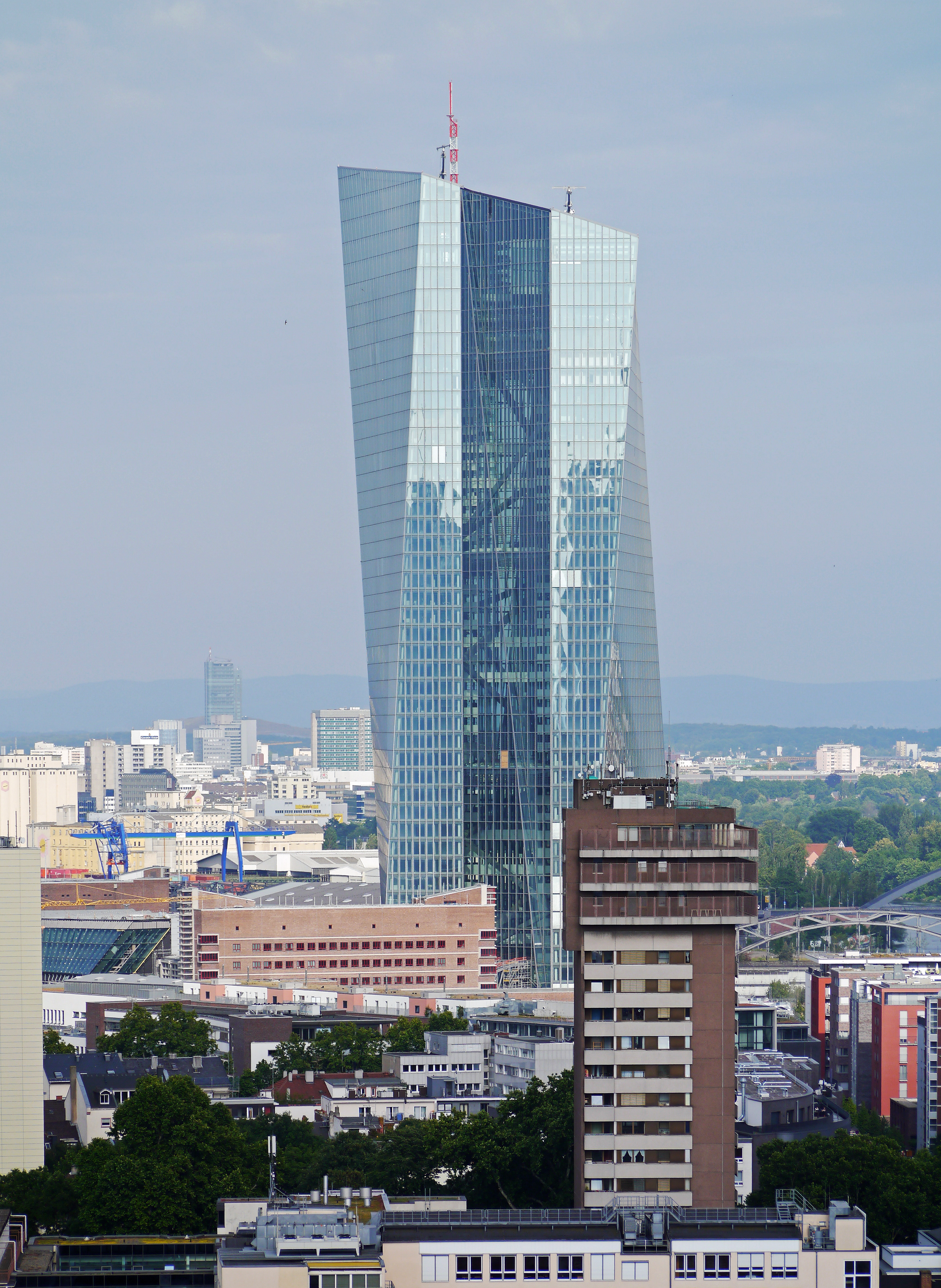
Die Europäische Zentralbank (EZB) in Frankfurt ist die länderübergreifende Währungsbehörde der Eurozone (Neubau, seit 2015 EZB-Hauptsitz)

Bisweilen wird Eurozone auch im weiteren Sinn für alle Staaten verwendet, die den Euro nutzen, auch wenn sie keine EU-Mitglieder sind. Diese haben entweder ein Währungsabkommen mit einem EU-Mitgliedstaat, den Euro einseitig als Währung eingeführt oder den Kurs ihrer Währung an die Leitwährung Euro gekoppelt.

## Eurozone im engeren Sinn

### Der Euroraum
Im engeren Sinn umfasst die Eurozone diejenigen Mitgliedstaaten der Europäischen Union, die den Euro als Währung eingeführt haben. Dafür mussten sie die EU-Konvergenzkriterien erfüllen, die die Eurozone wirtschaftspolitisch harmonisieren sollen. Diese Kriterien erfüllten am 1. Januar 1999, als der Euro als Buchgeld eingeführt wurde, zunächst elf der damals fünfzehn Mitgliedstaaten. Griechenland gab 2000 an, die Kriterien ebenfalls zu erfüllen, und trat der Eurozone am 1. Januar 2001 bei.
Euroeinführung mit Euromünzen und Eurobanknoten als offizielle Währung
- am 1. Januar 2002 in den zwölf Staaten Belgien, Deutschland, Finnland, Frankreich, Griechenland, Irland, Italien, Luxemburg, Niederlande, Österreich, Portugal und Spanien[4]
- am 1. Januar 2007 in Slowenien[5]
- am 1. Januar 2008 in Malta[6] und in der Republik Zypern[7]
- am 1. Januar 2009 in der Slowakei[8]
- am 1. Januar 2011 in Estland[9]
- am 1. Januar 2014 in Lettland
- am 1. Januar 2015 in Litauen
- am 1. Januar 2023 in Kroatien

Allerdings gibt es einige Gebiete der Mitgliedstaaten, die den Euro nicht oder nur eingeschränkt gebrauchen. Dies gilt etwa für Büsingen, eine deutsche Exklave in der Schweiz, wo der Euro zwar offizielle Währung ist, faktisch jedoch der Schweizer Franken verwendet wird.
Eine andere Exklave in der Schweiz ist die italienische Gemeinde Campione d’Italia. Campione ist wirtschaftlich stark in die Schweiz integriert. Der Schweizer Franken ist die amtliche Währung.
Zudem verwendet keines der Außengebiete der Niederlande (ehemalige Niederländische Antillen) den Euro, sondern den US-Dollar oder daran gebundene lokale Währungen. Einige französische Außengebiete im Pazifik nutzen den CFP-Franc, der allerdings fest an den Euro gebunden ist.

### Mitglieder
Als Bezeichnung für statistische Bemessungen sind amtlich:
- EA-11: Erstländer 1999/2000 (AT, BE, DE, ES, FI, FR, IE, IT, LU, NL, PT)
- EA-12: Erstländer 2001 und bei der Bargeldeinführung 2002 (EA-11 + GR)
- EA-13: ab 2007 (EA-12 + SI)
- EA-15: ab 2008 (EA-13 + CY, MT)
- EA-16: ab 2009 (EA-15 + SK)
- EA-17: ab 2011 (EA-16 + EE)
- EA-18: ab 2014 (EA-17 + LV)
- EA-19: ab 2015 (EA-18 + LT)
- EA-20: ab 2023 (EA-19 + HR)

Es ist auch Euro-11 usw. üblich, seit 2023 Euro-20

| Land              | Einführung     | Einwohner         | Ausnahmen 1 |
| ----------------- | -------------- | ----------------- | --- |
| Belgien (BE)      | 1. Januar 1999 | 11.467.923 (2019) | |
| Deutschland (DE)  | 1. Januar 1999 | 83.019.214 (2019) | Büsingen am Hochrhein (faktisch) 2                                                                                     |
| Estland (EE)      | 1. Januar 2011 | 1.324.820 (2019)  | |
| Finnland (FI)     | 1. Januar 1999 | 5.517.919 (2019)  | |
| Frankreich (FR)   | 1. Januar 1999 | 67.028.048 (2019) | Französisch-Polynesien 3 Neukaledonien3 Wallis und Futuna 3                                                            |
| Griechenland (GR) | 1. Januar 2001 | 10.722.287 (2019) | |
| Irland (IE)       | 1. Januar 1999 | 4.904.226 (2019)  | |
| Italien (IT)      | 1. Januar 1999 | 60.359.546 (2019) | Campione d’Italia 2 |
| Kroatien (HR)     | 1. Januar 2023 | 3.888.529 (2021)  | |
| Lettland (LV)     | 1. Januar 2014 | 1.919.968 (2019)  | |
| Litauen (LT)      | 1. Januar 2015 | 2.794.184 (2019)  | |
| Luxemburg (LU)    | 1. Januar 1999 | 613.894 (2019)    | |
| Malta (MT)        | 1. Januar 2008 | 493.559 (2019)    | |
| Niederlande (NL)  | 1. Januar 1999 | 17.282.163 (2019) | ehemalige Niederländische Antillen: 4 - Aruba - Curaçao - Sint Maarten - BES-Inseln: - Bonaire - Saba - Sint Eustatius |
| Österreich (AT)   | 1. Januar 1999 | 8.858.775 (2019)  | |
| Portugal (PT)     | 1. Januar 1999 | 10.276.617 (2019) | |
| Slowakei (SK)     | 1. Januar 2009 | 5.450.421 (2019)  | |
| Slowenien (SI)    | 1. Januar 2007 | 2.080.908 (2019)  | |
| Spanien (ES)      | 1. Januar 1999 | 46.934.632 (2019) | |
| Zypern (CY)       | 1. Januar 2008 | 875.898 (2019)    | Türkische Republik Nordzypern 5                                                                                        |
| Eurozone          |                | ca. 341.925.000   | |

### Wirtschaft der Eurozone
| Jahr (jeweils Mitte) | Harmonisierter Verbraucherindex | Steigerung auf Basis eines Euros 1998 |
| -------------------- | ------------------------------- | ------------------------------------- |
| 1998                 | –                               | 1,00 €                                |
| 1999                 | 1,0 %                           | 1,01 €                                |
| 2000                 | 2,0 %                           | 1,03 €                                |
| 2001                 | 2,8 %                           | 1,06 €                                |
| 2002                 | 1,9 %                           | 1,08 €                                |
| 2003                 | 1,9 %                           | 1,10 €                                |
| 2004                 | 2,5 %                           | 1,13 €                                |
| 2005                 | 2,0 %                           | 1,15 €                                |
| 2006                 | 2,5 %                           | 1,18 €                                |
| 2007                 | 1,9 %                           | 1,20 €                                |
| 2008                 | 4,0 %                           | 1,25 €                                |
| 2009                 | −0,1 %                          | 1,25 €                                |
| 2010                 | 1,5 %                           | 1,27 €                                |
| 2011                 | 2,7 %                           | 1,30 €                                |
| 2012                 | 2,4 %                           | 1,34 €                                |
| 2013                 | 1,6 %                           | 1,36 €                                |
| 2014                 | 0,5 %                           | 1,36 €                                |
| 2015                 | 0,0 %                           | 1,36 €                                |
| 2016                 | 0,2 %                           | 1,36 €                                |
| 2017                 | 1,5 %                           | 1,38 €                                |
| 2018                 | 1,8 %                           | 1,40 €                                |
| 2019                 | 1,2 %                           | 1,42 €                                |
| 2020                 | 0,3 %                           | 1,43 €                                |
| 2021                 | 2,6 %                           | 1,46 €                                |
| 2022                 | 8,4 %                           | 1,59 €                                |
| 2023                 | 5,4 %                           | 1,68 €                                |
| 2024                 | 2,4 %                           | 1,72 €                                |

## Eurozone im weiteren Sinn

### Staaten und Gebiete außerhalb der EU, die den Euro als Währung nutzen
Auch außerhalb der Europäischen Union benutzen einige Staaten den Euro als Währung. Diese meist sehr kleinen Staaten hatten teilweise zum Zeitpunkt der Euro-Einführung Abkommen mit einem EU-Mitgliedstaat über eine Währungsunion; teilweise verzichteten sie einseitig auf die Einführung einer eigenen Währung und ließen stattdessen den Euro als Fremdwährung in Umlauf bringen (sog. Euroisierung). Die Staaten, die den Euro außerhalb der EU verwenden, nehmen nicht am Eurosystem oder der Euro-Gruppe teil. Auch wird die wirtschaftliche Lage in diesen Ländern von der Europäischen Zentralbank bei der Festlegung ihrer Geldpolitik formell nicht berücksichtigt.

#### Mit formellen Abkommen
| Staat / Gebiet            | Einführung                   | Abkommen                    | Einwohner     |
| ------------------------- | ---------------------------- | --------------------------- | ------------- |
| Andorra                   | (1. Jan. 1999) 1. April 2012 | 30. Juni 2011 26. Jan. 2016 | 85.101 (2024) |
| Monaco                    | 1. Jan. 1999                 | 24. Dez. 2001 13. Okt. 2012 | 38.423 (2025) |
| Saint-Barthélemy          | 1. Jan. 1999                 | 29. Okt. 2010               | 10.562 (2022) |
| Saint-Pierre und Miquelon | 1. Jan. 1999                 | 31. Dez. 1998               | 5.819 (2022)  |
| San Marino                | 1. Jan. 1999                 | 29. Nov. 2000 27. März 2012 | 33.812 (2023) |
| Vatikanstadt              | 1. Jan. 1999                 | 29. Dez. 2000 17. Dez. 2009 | 618 (2018)    |

Mehrere Staaten und abhängige Gebiete außerhalb der EU benutzen den Euro als ihre offizielle Währung. Für eine Einführung, die das Recht auf Prägung eigener Münzen umfasst, muss ein Abkommen mit der EU und einem Staat der Eurozone geschlossen werden.

##### Monaco, San Marino und Vatikanstadt
Diese Länder benutzten bis zur Euroeinführung ihre eigenen Währungen, die im Verhältnis 1:1 an die Währung des jeweiligen Nachbarlandes gebunden und dort auch gleichberechtigt im Umlauf waren. San Marino und der Vatikan hatten ihre Währungen an die italienische Lira gebunden und Monaco benutzte den monegassischen Franc, der an den französischen Franc gebunden war.
Diese Länder haben Vereinbarungen mit der EU und den Mitgliedstaaten: San Marino und der Vatikan mit Italien sowie Monaco mit Frankreich, die ihnen die Nutzung und Prägung einer begrenzten Zahl von Euromünzen (mit ihren eigenen nationalen Motiven auf der Rückseite) gestattet. Ihre Münzen gelten in der gesamten Eurozone. Sie haben jedoch keine Erlaubnis, Banknoten zu drucken.

##### Andorra
Andorra hatte bis zum 1. Januar 2002, dem Termin der Einführung des Euro-Bargeldes in der Eurozone, de facto den französischen Franc und die spanische Peseta als Zahlungsmittel, aber nie eine Vereinbarung mit Spanien oder Frankreich. Verhandlungen mit der Europäischen Union über den offiziellen Status des Euro in Andorra wurden bereits 2004 aufgenommen, es konnte aber jahrelang keine Einigung erzielt werden. Größtes Hindernis war dabei das andorranische Bankgeheimnis. Schließlich wurde am 30. Juni 2011 die Währungsvereinbarung unterzeichnet, die am 1. April 2012 in Kraft trat. Erst am 20. November 2013 wurden die im Rahmen der Währungsvereinbarung erforderlichen Dekrete zur Umsetzung europäischer Normen von der andorranischen Regierung verabschiedet. Die EU gab daraufhin Anfang Dezember 2013 grünes Licht für die Prägung andorranischer Euromünzen, deren Erstausgabe erst am 29. Dezember 2014 erfolgte. Das Prägerecht hat einen Umfang von 2,4 Millionen Euro jährlich.

##### Saint-Pierre und Miquelon, Mayotte
Währungsvereinbarungen wurden auch für zwei französische Überseegebiete geschlossen: Saint-Pierre und Miquelon vor der Küste Kanadas und Mayotte im Indischen Ozean, die zum Zeitpunkt der Euro-Einführung nicht zur EU gehörten, durften dennoch von Anfang an den Euro als Währung benutzen. Sie dürfen jedoch keine eigenen Münzen prägen.
Da Mayotte am 31. März 2011 das 101. Département Frankreichs und am 1. Januar 2014 ein Überseegebiet der Europäischen Union wurde, ist es seitdem auch offiziell Teil der Eurozone.

##### Saint Barthélemy
Die französische Insel Saint Barthélemy ist ab 1. Januar 2012 als assoziiertes überseeisches Hoheitsgebiet (ÜLG) nicht mehr Teil der Europäischen Union, behält jedoch aufgrund eines Vertrages von Frankreich mit der EU den Euro als gesetzliches Zahlungsmittel.

#### Ohne formelle Abkommen
| Staat / Gebiet       | Einführung   | Übernahme | Einwohner        |
| -------------------- | ------------ | --------- | ---------------- |
| Akrotiri und Dekelia | 1. Jan. 2008 | informell | 18.195 (2020)    |
| Kosovo               | 1. Jan. 2002 | informell | 1.773.971 (2022) |
| Montenegro           | 1. Jan. 2002 | informell | 623.327 (2025)   |

- Mit der Einführung des Euro in der Republik Zypern haben auch die britischen Militärbasen Akrotiri und Dekelia, die vor der Euroeinführung das Zypern-Pfund als Währung benutzten, den Euro als Währung übernommen. Die Militärbasen sind zwar Überseegebiete des Vereinigten Königreiches, waren aber nie Teil der EU, und stehen unter militärischer Jurisdiktion. Unabhängig von ihrem Rechtsstatus wurde die Euroeinführung im Einklang mit dem Rechtsstatus der Republik Zypern vollzogen.[33]
- Montenegro und der Kosovo benutzen den Euro seit seiner Einführung; davor war ihre Währung jeweils die Deutsche Mark, die den Jugoslawischen Dinar ersetzt hatte. Als die D-Mark vom Euro abgelöst wurde, übernahmen sie den Euro durch einseitige Euroisierung. Eine Vereinbarung mit der EZB über die Verwendung des Euro besteht nicht.[34][35] Im Kosovo ist außerdem noch der Serbische Dinar im Umlauf, der in Gebieten mit überwiegend serbischer Bevölkerung verwendet wird.

Die Einführung des Euro in Montenegro und im Kosovo brachte wirtschaftliche Vorteile für die Länder. Aus diesem Grund förderte der Kommissar für Wirtschaft und Währung Joaquín Almunia die Einführung des Euro in kleinen Staaten. Der damalige Präsident der Europäischen Zentralbank Jean-Claude Trichet stellte klar, dass die EZB, die die einseitige Einführung des Euro nicht unterstützt, keine Gründe für die Einführung des Euro in anderen Ländern sieht.
- Zwischen April 2009 und 24. Juni 2019 galt nach der Aussetzung des Simbabwe-Dollars der Euro in Simbabwe (Afrika) neben dem US-Dollar und dem Südafrikanischen Rand als gesetzliches Zahlungsmittel.

### Staaten und Gebiete, die ihre Währung an den Euro gebunden haben

Staaten und Territorien in Afrika …
… mit an den Euro gebundenen Währungen
… mit Euro

Einige Staaten haben ihre Währung zu einem festen Wechselkurs an den Euro gebunden. Wirtschaftlich hat das ähnliche Auswirkungen wie eine einseitige Einführung des Euro, durch die Fortexistenz einer nominal eigenen Währung ließe sich diese Bindung jedoch etwa bei einer währungspolitischen Neuorientierung leichter aufheben.
- Die Währung von Kap Verde ist an den Euro gebunden, weil der Kap-Verde-Escudo vor der Euroeinführung an den portugiesischen Escudo gebunden war.
- São Tomé und Príncipe hat durch ein Abkommen mit Portugal seine Währung, den Dobra, ab Anfang 2010 fest an den Euro gekoppelt.
- Der CFA-Franc und der Komoren-Franc, die in früheren Kolonien Frankreichs benutzt werden, und der CFP-Franc, der in den Französischen Überseegebieten im Pazifik benutzt wird, sind an den Euro gebunden, da sie vorher an den französischen Franc gebunden waren.
- Die Währung von Bosnien und Herzegowina, die Konvertible Mark, war vor der Euroeinführung an die Deutsche Mark gebunden, die vom Euro abgelöst wurde.

Mit Bulgarien hat auch ein EU-Mitgliedstaat seine Währung in einem festen Wechselkurs an den Euro gebunden. Der Lew, die bulgarische Währung, wurde 1999 im Verhältnis 1:1 an die Deutsche Mark gekoppelt, so dass die Währung heute einen festen Umrechnungskurs von 1,95583 BGN = 1 EUR hat. Die frühe Einführung des Euro selbst scheiterte jedoch an der bulgarischen Inflation, die in den ersten Jahren der EU-Mitgliedschaft zu hoch für die Erfüllung der EU-Konvergenzkriterien war. Der Beitritt zum Wechselkursmechanismus II, eine Voraussetzung für eine Euro-Einführung, erfolgte am 10. Juli 2020. Am 4. Juni 2025 sprachen sich die Europäische Zentralbank (EZB) und die EU-Kommission dafür aus, dass Bulgarien am 1. Januar 2026 als 21. Land den Euro einführen kann.

### Staaten der EU, die ihre Währung mit bestimmten Wechselkursbandbreiten an den Euro gebunden haben
Einige EU-Mitgliedstaaten haben ihre Währung innerhalb einer bestimmten Wechselkursbandbreite an den Euro gebunden. Sie nehmen an einem Verfahren teil, nach dem ihre Zentralbanken intervenieren müssen, wenn der Wechselkurs um mehr als einen bestimmten Prozentsatz von einem zuvor festgelegten Leitkurs abweicht. Dabei handelt es sich um den sogenannten Wechselkursmechanismus II (WKM II), der bei der Euro-Einführung 1999 als Nachfolger des 1979 gegründeten Europäischen Währungssystems eingeführt wurde. Die mindestens zweijährige Teilnahme eines Landes am WKM II ist eine Vorbedingung zur Einführung des Euro.
Von Januar 2015 bis Juli 2020 hatte nur noch Dänemark seine nationale Währung über den WKM II an den Euro gekoppelt (Schwankungsbereich: ± 2,25 %). Im Juli 2020 kamen Bulgarien und Kroatien hinzu.
Indirekt partizipieren damit auch mit Grönland und den Färöer zwei Nicht-EU-Mitglieder am WKM II. In Grönland wird die dänische Krone verwendet, auf den Färöern die färöische Krone, die 1:1 an die dänische Krone gebunden ist. Am 29. März 2005 wurde in einer Erklärung der dänischen Regierung klargestellt, dass im Falle des Beitritts Dänemarks zur Eurozone die Färöer (analog zu Grönland) die Krone behalten können, wenn sie es so beschließen. Es könnte jedoch nach dem Willen der Partei Sjálvstýrisflokkurin umgekehrt kommen: Während sich die Dänen gegen den Beitritt zur Euro-Zone aussprachen, beantragten die Färöer im August 2009 ihren Beitritt.
| Land      | Währung          | ISO 4217 | Leitkurs (1 EUR =) | Garantierte Wechselkursbandbreite | WKM-II-Beitritt | Sperrfrist für Euro-Einführung | (Geplante) Euro-Einführung |
| --------- | ---------------- | -------- | ------------------ | --------------------------------- | --------------- | ------------------------------ | -------------------------- |
| Bulgarien | Bulgarischer Lew | BGN      | 1,95583            | ± 15 % (beidseitig)               | 10. Juli 2020   | abgelaufen                     | 1. Januar 2026             |
| Dänemark  | Dänische Krone   | DKK      | 7,46038            | ± 2,25 % (beidseitig)             | 1. Januar 1999  | abgelaufen                     | keine aktuellen Pläne      |

### Nicht-EU-Staaten, die ihre Währung in der Vergangenheit über Wechselkursgrenzen an den Euro banden (Schweiz und Liechtenstein)
Von 2011 bis 2015 wendete die Schweiz, zusammen mit dem ebenso den Schweizer Franken nutzenden Liechtenstein, einen eigenständigen Weg an, die eigene Währung nicht zu sehr erstarken zu lassen.
Angesichts der Abwertung des Euro mit der Schuldenkrise wurde der bis auf 1 Euro = Fr. 1.0451 (10. August 2011) gefallene Kurs als untragbar empfunden, weil es den Export der Schweiz lähmte. Die Schweizerische Nationalbank (SNB) legte in der Folge am 6. September 2011 einen Mindestkurs fest, der bei Fr. 1.20 liegt. Um das zu erreichen, wurde der Franken in eine vorsätzliche Entwertung getrieben, indem so lange Geld geschöpft und Euro gekauft wurde, bis sich der gewünschte Kurs einstellte. „Die Nationalbank wird den Mindestkurs mit aller Konsequenz durchsetzen und ist bereit, unbeschränkt Devisen zu kaufen“, teilte die SNB mit. Ziel sei „eine deutliche und dauerhafte Abschwächung des Frankens“. Diese Maßnahme war rein national und erfolgte ohne jede Absprache mit der EZB (und war damit keine eigentliche Koppelung). Die Schweiz hatte schon vorher den Euro gestützt, das aber 2010 aufgegeben.
Am 15. Januar 2015 wurde die Politik wieder aufgegeben. Als Grund wurde angegeben, dass der Aufwand wegen des schwachen Euro immer größer geworden sei.
| Land                  | Währung           | ISO 4217 | Leitkurs (1 EUR =) | Kriterium       | Zeitraum                              |
| --------------------- | ----------------- | -------- | ------------------ | --------------- | ------------------------------------- |
| Schweiz Liechtenstein | Schweizer Franken | CHF      | ≥ 1,20             | Untergrenze SNB | 6. September 2011 bis 15. Januar 2015 |

### Staaten, die ihre Währung über einen Währungskorb an den Euro gebunden haben
Verschiedene Staaten außerhalb der Europäischen Union haben die Wechselkurse ihrer Währung an Währungskörbe gebunden, an denen neben anderen Währungen auch der Euro beteiligt ist. Dies gilt etwa für den marokkanischen Dirham, dessen Wechselkurs zu 80 % vom Euro und zu 20 % vom US-Dollar abhängig ist.
Auch der russische Rubel war ab 2004 bis mindestens 2010 an einen Währungskorb gebunden, der zu 45 % vom Euro und zu 55 % vom Dollar abhängig war.
In ähnlicher Weise hing der chinesische Renminbi bereits von einem Währungskorb ab, an dem der Euro beteiligt ist, wenn auch zu einem deutlich niedrigeren Anteil als der US-Dollar.
Auch das Sonderziehungsrecht (SZR) des Internationalen Währungsfonds ist an einen Währungskorb gekoppelt, in dem der Euro vertreten ist (neben dem US-Dollar, dem japanischen Yen und dem britischen Pfund als weiteren Währungen), im Zeitraum 2011 bis 2016 mit einem Gewicht von 37,4 % und ab Oktober 2016 mit 30,9 %.

### Übersicht

Vergleich zwischen Eurozone und Dollarzone
Mitglieder der Europäischen Währungsunion mit Euro
Andere Länder mit Euro
Währungen mit fester Wechselkursbindung zum Euro oder mehrheitlich vom Euro abhängigen Währungskörben
Währungen mit enger Wechselkursbandbreite zum Euro
Vereinigte Staaten von Amerika
Andere Länder mit US-Dollar
Währungen mit fester Wechselkursbindung zum US-Dollar
Währungen mit enger Wechselkursbandbreite zum US-Dollar

| Kategorie                                                                        | Einwohner     | Länder und Gebiete |
| -------------------------------------------------------------------------------- | ------------- | --- |
| EU-Mitglieder, die den Euro benutzen (Euro-20)                                   | 351,4,00 Mio. | Belgien, Deutschland, Estland, Finnland, Frankreich (inkl. zur EU gehörende Überseegebiete), Griechenland, Irland, Italien, Kroatien, Lettland, Litauen, Luxemburg, Malta, Niederlande, Österreich, Portugal, Slowakei, Slowenien, Spanien und die Republik Zypern   |
| Andere europäische Länder und Gebiete, die den Euro benutzen                     | 2,60 Mio.     | Andorra, Kosovo, Monaco, Montenegro, San Marino und Vatikanstadt |
| Nicht-EU-Gebiete außerhalb Europas, die den Euro benutzen                        | 0,03 Mio.     | Saint-Barthélemy, Saint-Pierre und Miquelon, Französische Süd- und Antarktisgebiete (de jure, da nur von vorübergehend stationiertem Stationspersonal bewohnt) und Clipperton-Insel (de jure, da unbewohnt), Britische ‚Souveräne Basisgebiete‘ Akrotiri und Dekelia |
| EU-Mitglieder, deren Währung fest an den Euro gebunden ist                       | 6,40 Mio.     | Bulgarien |
| Andere europäische Länder, deren Währung fest an den Euro gebunden ist           | 3,40 Mio.     | Bosnien und Herzegowina |
| Afrikanische Staaten, deren Währung fest an den Euro gebunden ist                | 176,00 Mio.   | CFA-Franc BEAC/BCEAO: Benin, Burkina Faso, Kamerun, Zentralafrikanische Republik, Tschad, Elfenbeinküste, Äquatorialguinea, Gabun, Guinea-Bissau, Mali, Niger, Republik Kongo, Senegal und Togo                                                                      |
| Afrikanische Staaten, deren Währung fest an den Euro gebunden ist                | 1,60 Mio.     | Kap Verde, Komoren und São Tomé und Príncipe |
| Ozeanische Gebiete, deren Währung fest an den Euro gebunden ist                  | 0,60 Mio.     | CFP-Franc: Französisch-Polynesien, Neukaledonien und Wallis und Futuna |
| EU-Mitglieder, deren Währung mit Wechselkursbandbreiten an den Euro gebunden ist | 6,0 Mio.      | Dänemark |
| Summe                                                                            | 548,00 Mio.   | 46 Staaten und 8 Gebiete |

## Mögliche Erweiterungen der Eurozone

Karte der Eurozone
Eurozone (EA-20)
EU-Mitgliedstaaten, die aufgrund vertraglicher Verpflichtung den Euro einführen müssen (Schweden, Polen, Tschechien, Ungarn und Rumänien)
EU-Mitgliedstaaten im WKM II, ohne Opt-out (Bulgarien)
EU-Mitgliedstaat im WKM II, mit Ausstiegsklausel zur Euroeinführung (Dänemark)
Nicht-EU-Mitglieder, die den Euro offiziell benutzen (Andorra, Monaco, San Marino und Vatikanstadt, die beiden franz. Überseegebiete Saint-Pierre und Miquelon und Saint-Barthélemy, brit. Militärbasen Akrotiri und Dekelia auf Zypern)
Nicht-EU-Mitglieder, die den Euro inoffiziell benutzen (Montenegro und Kosovo)

### Erweiterungen über den WKM II
Von den 27 EU-Ländern haben 20 den Euro als Währung eingeführt, zwei Länder (Bulgarien und Dänemark) nehmen derzeit am WKM II teil. Somit verbleiben fünf Länder als zukünftige Kandidaten für eine Teilnahme am WKM II.
| Staat      | Währung            | ISO 4217 | Umrechnungskurs (1 EUR =) | Planung / Einschätzung                                                        |
| ---------- | ------------------ | -------- | ------------------------- | ----------------------------------------------------------------------------- |
| Polen      | Polnischer Złoty   | PLN      | 4,2425                    | Beitritt mittelfristig nicht geplant                                          |
| Rumänien   | Rumänischer Leu    | RON      | 5,0697                    | Euro-Beitritt für 2029 geplant, d. h. Beitritt zum WKM II bis spätestens 2027 |
| Schweden   | Schwedische Krone  | SEK      | 11,212                    | Beitritt mittelfristig nicht geplant                                          |
| Tschechien | Tschechische Krone | CZK      | 24,618                    | Beitritt mittelfristig nicht geplant                                          |
| Ungarn     | Ungarischer Forint | HUF      | 398,95                    | Beitritt mittelfristig nicht geplant                                          |

Bis auf Dänemark sind alle EU-Länder verpflichtet, den Euro einzuführen und damit auch zuvor dem WKM II beizutreten. Das Vereinigte Königreich war vor seinem Austritt aus der EU ebenfalls von der Beitrittspflicht zum Euro ausgenommen und war auch zu keinem Zeitpunkt Teilnehmer am WKM II.
Ein Sonderfall ist das potenzielle Mitglied Schweden, welches bis auf weiteres absichtlich eines der Konvergenzkriterien verletzt. Obwohl die anderen Konvergenzkriterien eine Einführung des Euro zulassen würden, verweigert Schweden die Mitgliedschaft im WKM II. Es wurde angekündigt, erst nach einem positiven Referendum den Euro einführen zu wollen. Dieses Verhalten verletzt strenggenommen den Vertrag von Maastricht, da Schweden, anders als Dänemark, kein offizielles Opt-out hat. Dennoch wird es von der EU-Kommission stillschweigend toleriert, da der Euro erst 1999 eingeführt wurde, Schweden aber schon 1995 der EU beigetreten ist. Die Kommission hat jedoch auch zu verstehen gegeben, dass für die Länder, die erst nach 1999 der EU beigetreten sind, die Einführung des Euro „Teil des Gesamtpakets“ gewesen sei und daher ein „inoffizielles Opt-out“ nach schwedischem Vorbild nicht akzeptiert werden würde.

### Sonderfall Türkische Republik Nordzypern
Ein Sonderfall ist die Türkische Republik Nordzypern, die sich als unabhängigen Staat betrachtet und offiziell die Türkische Lira benutzt, während sie aus Sicht der EU Teil der Republik Zypern und damit der Eurozone ist. Faktisch kursieren beide Währungen, wobei der Euro als Mittel zur Förderung des innerzyprischen Handels und zur Reduzierung der Abhängigkeit von der Türkei gesehen wird.

## Szenarien eines Austritts aus der Eurozone
In Folge der griechischen Staatsschuldenkrise wurde seit 2012 über einen umgangssprachlichen „Grexit“, also ein Ausscheiden Griechenlands aus der Eurozone, spekuliert. Der Eintritt in die Eurozone ist jedoch nach Art. 140 Abs. 3 des Vertrages über die Arbeitsweise der Europäischen Union „unwiderruflich“.